# 몽골의 호수 목록
다음은 몽골의 호수 목록이다.

## 가
- 간가호

## 다
- 다얀호
- 더드차간호
- 두르군호

## 바
- 바룬샤바르트호
- 바얀호
- 분차간호
- 부이르호

## 사
- 상긴달라이호

## 아
- 아이라그호
- 아치트호
- 어이건호
- 우기호
- 우란호
- 우위레그호
- 웁스호

## 타
- 털버호
- 텔멘호
- 투나말호

## 하
- 하르호
- 하르간호
- 하르우스호
- 햐르가스호
- 허턴호
- 후르간호
- 후브스굴호
- 후흐호